# Paul Graener
Paul Graener ( Berlín, 11 de enero de 1872 - Salzburgo, 13 de noviembre de 1944), fue un compositor y director de orquesta alemán. Ingresó en las filas del Partido Nazi en 1933. Desde el punto de vista artístico, su obra está influenciada por el romanticismo tardío de compositores como Richard Strauss y Carl Maria von Weber. Compuso más de 100 obras, entre ellas numerosas partituras para orquesta y 10 óperas.

## Obra

### Óperas
- The Faithful Sentry op. 1 (1899).[2]
- Das Narrengericht op. 38 (1913)[2]
- Don Juans letztes Abenteuer op. 42 (1914)[2]
- Theophano op. 48 (estreno 1918, Múnich)[2]
- Schirin und Gertraude op. 51 (1920)
- Hanneles Himmelfahrt (ópera) W/o Op. (1927)
- Friedemann Bach op. 90 (1931)
- Der Prinz von Homburg op. 100 (1935)